# Hranovnica
Hranovnica (allemand : Grenzburg in der Zips) est un village de Slovaquie situé dans la région de Prešov.

## Histoire
Première mention écrite du village en 1294.

## Démographie

### Évolution de la population
| Année:               | 1994. | 2004.    | 2014.    | 2024.   |
| -------------------- | ----- | -------- | -------- | ------- |
| Nombre de personnes: | 2201  | 2570     | 2998     | 3248    |
| Différence:          |       | +16,76 % | +16,65 % | +8,33 % |

| Année:               | 2023. | 2024.   |
| -------------------- | ----- | ------- |
| Nombre de personnes: | 3226  | 3248    |
| Différence:          |       | +0,68 % |